# Sistema de Plantio Direto de Hortaliças

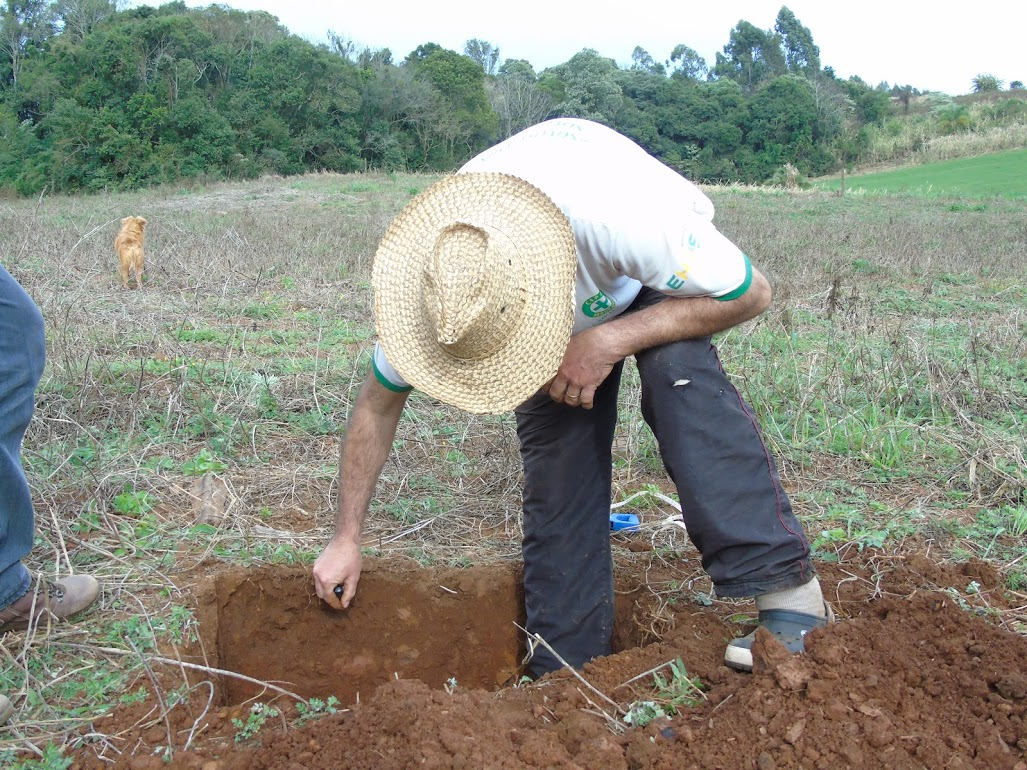
A análise de perfil de solo é um dos pré-requisitos para Implementação do Sistema de Plantio Direto de Hortaliças SPDH

O Sistema de Plantio Direto de Hortaliças (SPDH) é um modelo de agricultura voltado prioritariamente à olericultura e também à fruticultura de espécies sub-arbóreas, que visa principalmente dar suporte à melhoria na produção das principais hortaliças de forma a reacionalizar os fatores de produção. Este sistema busca melhorar a renda dos produtores e reduzir os impactos ambientais negativos, a contaminação dos alimentos e dos recursos naturais e a degradação do solo.
O sistema denominado como tal, foi desenvolvido por pesquisadores e extensionistas rurais da EPAGRI e outras instituições como a EMBRAPA e a Universidade Federal de Santa Catarina em conjunto com agricultores com agricultores familiares e traz como proposta a construção de uma alternativa para o desenvolvimento sustentável. É tema gerador que junta e articula entes envolvidos com a agricultura familiar, visando a conversão do modelo  de produção agrícola praticado por este segmento da agricultura na atualidade, não só num novo sistema de produção de hortaliças, mas sim, num caminho para o desenvolvimento rural com sustentabilidade.

## Histórico e Desenvolvimento
Na região de Caçador, em especial na produção de tomates, imperava até então um modelo agroquímico de produção, que, por um longo período, foi considerado um caso de sucesso do agronegócio brasileiro. Esse modelo, no entanto, gerou uma crise profunda na segunda metade dos anos 1980, o que levou à necessidade urgente de transformação. O SPDH foi concebido no final da década de 1990 como uma resposta técnica e político-pedagógica à esta crise enfrentada pela agricultura familiar convencional em toda a região do Contestado, em Santa Catarina.
Em contrate ao modelo agroquímico, tornava-se necessário a adoção de um modelo agroecológico, que priorizava a saúde das plantas e a interação equilibrada entre planta, solo e biocenose, tornou-se central. A pesquisa científica, através da identificação da Taxa Diária de Absorção de Nutrientes (TDA), ajudou a refinar o uso de insumos, minimizando a utilização de agrotóxicos e adubos sintéticos. Esse processo foi conduzido com base em práticas de experimentação coletiva e respeitando os tempos e decisões dos agricultores, que passaram a se envolver ativamente como pesquisadores de suas próprias lavouras.A educação popular foi a base metodológica do SPDH, com ênfase na formação contínua e no desenvolvimento de uma identidade coletiva de projeto. Não se tratava apenas de resolver problemas concretos da produção agrícola, mas também de construir um modelo de transformação social mais amplo, que respeitasse as relações de poder e fomentasse a autonomia e o fortalecimento do poder popular. Os agricultores, técnicos e pesquisadores se uniram em um processo de diálogo e prática, que resultou em aumentos significativos na produtividade, redução nos custos de produção, e na promoção de alimentos mais saudáveis e com menor impacto ambiental.
A resposta ao cultivo de hortaliças baseado no modelo convencional, ao cultivo mínimo e ao plantio direto na palha começou a se materializar com os primeiros resultados experimentais do SPDH pela EPAGRI na Estação Experimental  de Caçador (EECD), em Santa Catarina, no ano de 1998. Esse momento coincidiu com o início das mobilizações dos agricultores familiares organizados em torno da luta pela anistia das dívidas contraídas junto ao Banco do Brasil, em virtude dos altos custos de produção e dos baixos preços do tomate praticados pelos comerciantes. A luta foi coordenada pelo Sindicato dos Trabalhadores Rurais de Caçador e Macieira (Sitruc) e pela Federação dos Agricultores da Agricultura Familiar do Sul (Fetraf-Sul), com o apoio de agentes da educação popular, da extensão rural e da pesquisa.
Após o êxito do movimento em torno da negociação das dívidas, tornou-se evidente a necessidade de transformar o sistema de produção. Em busca de alternativas, os coordenadores do movimento se reuniram na EECD para discutir cenários para a agricultura familiar e os resultados das pesquisas do SPDH. Foram planejadas diversas atividades, incluindo a instalação de cinco lavouras de estudo com tomate, visitas técnicas periódicas, viagens de estudos, cursos técnicos e encontros de agricultores, que ficaram conhecidos como "contrato de trabalho", uma fase que contou com a colaboração de professores do campus de Lages da Universidade do Estado de Santa Catarina (UDESC/CAV).
A partir de 2004, as atividades se expandiram para as regiões de Ituporanga, Rio do Sul, Grande Florianópolis e Criciúma, com a implantação de lavouras de estudo para diversas culturas, como melancia, moranga híbrida (cruzamento de moranga e abóbora), chuchu, couve-flor, repolho, brócolis, cebola, mandioquinha, alface e maracujá. Nessa fase, iniciou-se a participação de professores e alunos da Universidade Federal de Santa Catarina (UFSC/CCA), de Florianópolis. Com isso, consolidou-se uma resposta ao modelo convencional de cultivo de hortaliças, caracterizado pelo uso intensivo de agrotóxicos e pela exaustão do solo. O SPDH, fundamentado em princípios ecológicos, promoveu a recuperação das relações naturais de complexidade, melhorando as interações dentro das unidades familiares de produção e criando um design de florestas, bosques e corredores ecológicos, que atualmente se encontram em estágio avançado de recuperação.

## Fundamentos Básicos
O Sistema de Plantio Direto de Hortaliças (SPDH) é uma abordagem voltada para a promoção do desenvolvimento sustentável no meio rural, com ênfase na saúde das plantas como eixo central da transição sócio-ecológica. O SPDH é um sistema que busca a produção sustentável de alimentos, seguindo três princípios básicos:
1. Revolvimento localizado do solo, restrito às covas ou sulcos de plantio;
2. Rotação de culturas com diversificação de espécies e inclusão de plantas de cobertura para produção de palhada;
3. Cobertura constante do solo.

Os fundamentos básicos do SPDH incluem:
- Diversificação funcional dos agroecossistemas. Utiliza técnicas que promovem a manutenção de resíduos vegetais na camada superficial do solo, como o cultivo de plantas de cobertura, como nabo forrageiro (Raphanus sativus), aveia (Avena strigosa), ervilhaca (Vicia sativa), mucuna (Mucuna sp), tremoço (Lupinus sp), Crotalária, entre outras. Além disso, faz o manejo de plantas espontâneas, consorciando-as com as hortaliças ou frutas de interesse.
- Conservação e aumento da fertilidade do solo. Utiliza práticas como rotação de culturas, cobertura verde ou seca do solo, revolvimento mínimo e manejo correto da matéria orgânica, visando aumentar a vida no solo e sua fertilidade.
- Redução da dependência externa de insumos. Potencializa os recursos naturais existentes, diminuindo a necessidade de insumos externos.
- Racionalização do uso da água. Busca melhorar a qualidade e a eficiência no uso da água, garantindo sua disponibilidade para as culturas.
- Conservação e recuperação do meio ambiente. Promove práticas que contribuem para a preservação da biodiversidade e a redução da degradação ambiental.
- Valorização da qualidade de vida. Prioriza a melhoria da qualidade de vida dos agricultores e consumidores, garantindo alimentos saudáveis e um ambiente rural mais equilibrado.

## Eixos do SPDH
O SPDH adota uma metodologia estruturada em dois eixos principais: o técnico-científico e o político-pedagógico, que se complementam para promover a transição sócio-ecológica no meio rural, buscando a construção de um novo modelo de produção agrícola que seja ecologicamente responsável, economicamente viável e socialmente inclusivo. A lavoura de estudo, definida como áreas de produção comercial onde ocorrem a geração, adaptação e aplicação de tecnologias, desempenha um papel fundamental como espaço de mediação entre os conhecimentos popular e científico, além de promover a aproximação dos profissionais do campo.

### Eixo Técnico-Científico
No eixo técnico-científico, o SPDH se baseia na promoção da saúde da planta, com foco em minimizar os estresses nutricionais, de salinidade, disponibilidade de água, temperatura, luminosidade, pH e velocidade de difusão do oxigênio no entorno do sistema radicular. Para isso, adota as seguintes práticas:
- Promoção do conforto da planta. Utiliza arranjos espaciais e técnicas de manejo que se adaptam à arquitetura dos sistemas de raízes, ao tamanho da planta e à quantidade de frutos, conforme as necessidades de cada cultura. Exemplos incluem a poda em cucurbitáceas e a verticalização do sistema de condução no tomate. Além disso, faz uso de indutores de resistência e da calda bordalesa 0,3% para fortalecer a saúde das plantas.
- Nutrição equilibrada. A nutrição da planta é baseada nas taxas diárias de absorção de nutrientes, ajustadas às condições ambientais, às reservas nutricionais do solo e aos sinais apresentados pela própria planta.
- Adição de fitomassa. É recomendada a adição de pelo menos 10 toneladas de fitomassa (massa seca) por hectare e por ano, como parte dos planos de rotação de culturas.
- Rotação de culturas e adubos verdes. Inclui tanto culturas cultivadas quanto espontâneos, evoluindo para a integração com animais manejados no Pastoreio Racional Voisin (PRV), com o objetivo de realizar o plantio direto no verde.
- Revolvimento localizado do solo. O revolvimento do solo é restrito às linhas de plantio ou berços de semeadura, minimizando a perturbação do ecossistema do solo.
- Manejo de adubos verdes espontâneos. Utiliza ferramentas como rolo-faca e roçadeira para melhorar o sistema com plantas mais adaptadas às condições locais, sem prejudicar a produção da cultura econômica. Essa prática evolui para o plantio direto no verde, com o objetivo de eliminar o uso de herbicidas.
- Redução do uso de insumos químicos. Busca diminuir até a eliminação do uso de adubos altamente solúveis e agrotóxicos, priorizando a utilização de recursos naturais e práticas sustentáveis.
- Produção de mudas e sementes resilientes. Desenvolve mudas e sementes capazes de resistir a condições adversas, ao integrar as raízes e partes aéreas com organismos benéficos e ativar a defesa natural da planta.

### Eixo Político-Pedagógico
No eixo político-pedagógico, o SPDH promove a concepção metodológica dialética, buscando a aproximação entre os profissionais do campo e a mediação entre os conhecimentos popular e científico. Além disso, o sistema valoriza:
- Diminuição dos custos de produção e ambiental. Aumenta a produtividade das culturas e das criações, reduzindo os custos operacionais e os impactos ambientais.
- Promoção da paisagem rural sustentável. Inclui a associação de matas, corredores ecológicos e bosques às lavouras e criações, contribuindo para a conservação e recuperação do meio ambiente.
- Valorização da qualidade de vida. Prioriza a melhoria da qualidade de vida dos agricultores e consumidores, garantindo alimentos saudáveis e um ambiente rural mais equilibrado.

## Estratégia de Trabalho
A difusão do sistema como alternativa para os agricultores familiares se dá a partir do trabalho de Extensão rural oficial. buscando a transição do modelo convencional de olericultura para um sistema mais sustentável. Para que se faça isto, parte-se do pressuposto que os agricultores envolvidos, bem como suas propriedades estão em algum grau, maior ou menor de transição e as práticas do manejo dos sistemas devem se adequar a cada caso específico, a partir da realidade individual dentro da etapa de transição que se enquadra. Feita esta análise, os agentes de ATER devem observar e adequar a estratégia metodológica que melhor se adapte no sistema transicional, visto que a soma da visão do dia a dia do agricultor e a visão metodológica possibilitam construir conhecimento útil e consistente. Com a metodologia de trabalho adotada, entende-se a pesquisa tradicional como complementar a outra forma de fazer pesquisa; esta fortemente ligada na realidade, onde os agricultores são experimentadores e assumem papel de pesquisadores, assim como a propriedade rural passa a ser uma espécie de estação experimental e as lavouras os experimentos.